# Єжи Альбрихт
Є́жи Лю́двік А́нджей А́льбрихт (пол. Jerzy Ludwik Andrzej Albrycht; 12 лютого 1924, Львів — 2 червня 2021, Познань) — польський математик.

## Біографічні дані
Єжи Альбрихт народився у Львові, в сім'ї Анджея Альбрихта (1878−1937), скульптора й викладача Львівської промислової школи, колишнього засланця в Сибіру, й Мальвіни Альбрихт (1892−1973), уродженої Вільчек. Закінчив початкову школу й два класи Львівського державного ліцею і гімназії № 8 і дев'ятий клас радянської десятирічної школи у 1941 році. У 1942—1944 роках він працював лаборантом під керівництвом Генрика Мосінґа у Львівському науково-дослідному інституті висипного тифу та вірусів, де познайомився з Владислава Орлича. 1943 року Єжи Альбрихт склав вступний іспит в Орлича й два роки був вільним слухачем у таємному Львівському університеті. Слухав лекції Анджея Алексієвича (вибрані розділи математики), Владислава Нікліборца (математичний аналіз) та Мирона Зарицького (геометрія). У 1944—1945 роках працював в Ченстоховському інституті вакцини проти тифу. 1945 року Альбрихт закінчив гімназію в Ченстохові й переїхав до Познані, де вступив на факультет математики та природничих наук Познанського університету. Вивчав математику (здобув магістерський ступінь у 1949-му) і фізику (здобув магістерський ступінь у 1952-му). Згодом, 1975 року, він закінчив (без захисту магістерської дисертації) Академію католицької теології у Варшаві.
1946 року Єжи Альбрихт став молодшим асистентом Владислава Орлича на кафедрі математики цього вишу й працював у ньому до 1981 року. У 1952−1964 роках працював в Інституті математики Польської академії наук, де в 1959-му захистив докторську дисертацію на тему «Теорія простору Марцинкевича-Орлича та деякі її застосування» (науковий керівник — Владислав Орлич; рецензенти — Станіслав Гартман і Чеслав Рилль-Нардзевський). 1964 року Єжи Альбрихт габілітувався в Познанському університеті, захистивши роботу «Теорія Lp-просторів зі змішаною нормою для скінченно адитивних функцій множин», і здобув посаду доцента.
У 1981 році Єжи Альбрихт перейшов до Познанської політехніки. 1984 року став професором. Працював у цьому виші до виходу на пенсію в 1990-му. У 1972—2003 роках працював за сумісництвом у Познанському економічному університеті.
Єжи Альбрихт — автор або співавтор близько 40 наукових праць. У журналі «Mathematical Reviews» опубліковано рецензії на його 11 авторських і 19 співавторських робіт. Ці роботи стосуються функціонального аналізу (простори Орлича, простори Марцинкевича-Орлича, змішані норми та модульні простори), математичного аналізу (теорія апроксимації, підсумовування деяких поліномів і рядів Фур'є), чисельного аналізу (чисельні розв'язки диференціальних рівнянь) і дискретної математики. Результати цієї роботи знайшли практичне застосування, зокрема, в економіці й астрономії.
Студентам, аспірантам та постдокторантам у трьох познанських вишах Альбрихт читав лекції аналітичної геометрії, функціонального аналізу, спеціальних функцій, методів апроксимації, чисельних методів та математичної оптимізації. Проводив наукові семінари на теми нечіткої та інтервальної математики, математичних методів в економіці, дискретної математики, теорії апроксимації, окремих питань функціонального аналізу, теорії графів. До його вихованців належать понад 300 магістрів, 22 доктори та 6 професорів. З науковою метою він відвідав Болгарію, Чехословаччину, Данію, Єгипет, Ізраїль, НДР, Швецію, СРСР та Угорщину.
Єжи Альбрихт провадив активну організаторську й адміністративну діяльність. Став організатором і завідувачем лабораторії чисельних методів на факультеті математики, фізики та хімії Познанського університету (1965—1969), лабораторії електронно-обчислювальної техніки (1969—1974, нині — Центр управління інфраструктурою та інформаційними проєктами в Познанському університеті), секції чисельних методів у математичних дослідженнях (1969—1972) та кафедри чисельних методів цього ж вишу (1972—1981). Альбрихт реорганізував і очолював кафедру математики Познанського економічного університету (1972—1990). Він також завідував кафедрою чисельних методів Познанської політехніки (1982−1990).
Професор Альбрихт був головою Познанського відділення Польського математичного товариства (1969−1971 та 1983−1987), очолював історичну комісію цього товариства (1971—1984), був секретарем і головою Окружного комітету математичних олімпіад (1950—1968). Також належав до членів Познанського товариства друзів науки та Товариства любителів Львова.
За конфесією католик, Єжи Альбрихт підтримував діяльність єврейської релігійної громади й став ініціатором створення Товариства польсько-ізраїльської дружби в Познані. Глибоко цікавився єврейською культурою, збирав її зразки, мав колекцію менор. Читав Старий Заповіт по-гебрейському, вивчав арамейську мову. Захоплювався філателією.
2017 року був нагороджений Офіцерським хрестом Ордена Відродження Польщі.
Єжи Альбрихт помер 2 червня 2021 року в Познані. Похований на Юніковському цвинтарі.

## Нагороди і відзнаки
- Медаль Комісії народної освіти[3]
- Почесна відзнака міста Познань[3]
- Медаль 30-річчя математичної олімпіади[3]
- Медаль за заслуги перед Познанським економічним університетом[3]
- Диплом від Вищої технічної організації за внесок у розвиток інформатики в Познанському регіоні[3]
- Золота відзнака Польської спілки філателістів[3]
- Офіцерський хрест Ордена Відродження Польщі[5]